# Chilopoda
I chilopodi (Chilopoda Latreille, 1817), comunemente noti come centopiedi, sono una classe di artropodi del subphylum dei miriapodi.

## Descrizione
Caratterizzati dall'avere un corpo depresso, un tronco con 19-180 segmenti di norma recanti ciascuno un paio di zampe (talora qualcuno può mancare) di cui però il primo paio è sempre modificato in uncini veleniferi detti forcipule. Le zampe sono laterali. Ogni metamero è fornito di un tergite, lamina dorsale sclerificata che forma la volta, e di uno sternite, lamina ventrale sclerificata che forma il pavimento di ogni metamero.

## Biologia
I Chilopodi sono caratterizzati da movimenti molto veloci; sono tutti predatori. Vivono in ambienti bui e umidi, tipicamente nel suolo.

## Tassonomia
La classe dei Chilopoda comprende i seguenti ordini:
- Craterostigmomorpha
- Geophilomorpha
- Lithobiomorpha
- Scolopendromorpha
- Scutigeromorpha